# Шкрібляк Василь Юрійович

Василь Шкрібляк за роботою (фото поч. XX ст.)

Васи́ль Ю́рійович Шкрібля́к (Токарик; 7 січня 1856, с. Яворів, нині Івано-Франківська область — 21 листопада 1928) — український гуцульський тесля, токар і різьбяр, майстер плаского різьблення по дереву. Син Юрія (Юри) Шкрібляка.

## Біографія
Народився в с. Яворові Косівського повіту (Галичина). Різьбленню спочатку навчався в батька.
1905—1915 — навчався у крайовій різьбярській школі у Вижниці. Працював викладачем новоствореної Вижницької школи мистецтв (нині Вижницький коледж прикладного мистецтва).
Його вироби відзначаються різнорідністю форм і багатством орнаментики. Частіше від батька застосовував інтарсію різнокольоровим деревом й інкрустацію бісером (кораликами), металом і перламутром. Найдовершеніші — його тарілки, мисники й меблі, які він виробляв переважно з ясена і явора.
Твори Василя Шкрібляка виставляли в Тернополі (1884), Кракові (1887), Львові (1894), Коломиї (1880, 1912) та інших містах.

## Вшанування
- Ім'ям Василя Шкрібляка названо Вижницький коледж прикладного мистецтва
- На території Вижницького коледжу прикладного мистецтва встановлено пам'ятник майстру[1]